# Yoshi's Island DS
Yoshi Island DS, senere udgivet i Japan som Yoshi Island DS (ヨッシー アイランド DS Yosshī Airando Dī Esu) ド er et platformer videospil udviklet af Artoon til Nintendo DS . Udgivet af Nintendo, blev den udgivet i Nordamerika og Australien i november 2006, i Europa i december 2006 og i Japan i marts 2007.  Det er efterfølgeren til SNES- spillet fra 1995, Super Mario World 2: Yoshi's Island . Annonceret på Nintendos E3- pressekonference i maj 2006  blev spillet godt modtaget af kritikere og scorede i gennemsnit 81% på Metacritic samlet.  Spillet skulle oprindeligt have titlen Yoshi's Island 2, selvom navnet blev ændret en måned før den udkom i Nordamerika. Den 1. april 2015 blev spillet gjort tilgængeligt for Wii U med Virtual Console- tjenesten kort efter en Nintendo Direct- præsentation. 
Spillets historie fokuserer på Yoshi-klanen, da de forsøger at redde nyfødte børn, der er blevet kidnappet af Kamek .  Yoshi's Island DS bruger den samme opdaterede grafiske stil som Yoshi Touch &amp; Go, men bevarer den samme kernespil som sin forgænger af Super Nintendo Entertainment System ;  men mens SNES-spillet kun indeholdt Baby Mario og Baby Luigi, introducerer DS Baby Peach, Baby Donkey Kong og Baby Wario, samtidig med at spilleren kan kontrollere Baby Bowser . Hver baby skænker Yoshi en anden evne. Målet med spillet er at bruge disse evner til at komme igennem forskellige temaverdener.

## Spilstil
Yoshi's Island DS ' s gameplay er den samme som det forrige spil med nogle tilføjelser. Ligesom i Super Mario World 2: Yoshi's Island guider spilleren forskellige farvede Yoshis gennem siderullende baner.  Yoshi kan hoppe og svæve (blafre spring) i en kort periode, spise fjender og lave dem til æg (som kan bruges til som at ramme håndtag og besejre fjender langt væk) og slå jorden (for eksempel til at knuse kasser).  Nogle baner giver Yoshi muligheden for at transformer sig til køretøjer i kort tid. Ligesom den originale Yoshi's Island adskiller DS-spillet sig fra mange platformsserier, idet Yoshi ikke har en liv bar ; når Yoshi bliver ramt, falder babyen, han bærer på ryggen, og Yoshi skal hente ham eller hende, før tiden udløber (medmindre Yoshi falder på noget, der dræber ham med det samme, såsom en lavapool eller en pikkemark).
Det, der gør Yoshi's Island DS anderledes, er tilføjelsen af fem babyer, som Yoshi kan bære, der hver har deres forskellige evner - Baby Mario tillader Yoshi at løbe og får specielle "M" -blokke til at vises og kan tag Super Stars til at blive Super Baby Mario; Baby Peach tillader Yoshi at flyde og flyve på vindstrømme og giver en mere tilgivende timing for at bruge Yoshis hop evner effektivt; Baby Donkey Kong kan svinge på slyngplanter og reb, give et specielt løbenede angreb, tillader Yoshis æg at eksplodere i henhold til Yoshi's story (men de gør det, når den rammer noget) og giver Yoshi mulighed for at skubbe genstande hurtigere; Baby Wario bruger sin magnet til at tiltrække metalgenstande og tillader Yoshis æg at hoppe rundt; og Baby Bowser spytter ildkugler, men Yoshi, der bærer ham, kan ikke lave æg, selvom de æg, Yoshi allerede bærer, kan hoppe. De sidste tre babyer bremser Yoshis bevægelse og gør timingen for hans spring mindre tilgivende.   Behovet for at skifte baby ved nøglepunkter tilføjer et puslespilelement til spillet.
Nintendo DS 's to skærme fungerer som en stor skærm;  men i praksis giver dette i det væsentlige bare spilleren et bedre overblik over omgivelserne og, med undtagelse af en bosskamp (Hector the Reflector, hvor bundskærmen fungerer som et spejl, hvorigennem han ser Hector under kampen) giver kun fordelen ved at kunne se mere (ovenfor) og, når afspilleren er på den øverste skærm, nedenunder.  Spillet gør ikke brug af den nedeste skærmens berøringskærm til grundlæggende spil, selvom det er en mulighed for at vælge baner og i nogle mini-spil. Hver af DS ' fem verdener har to bosser, hver med en svaghed, der skal identificeres og udnyttes. Det meste af tiden er disse simpelthen gigantiske versioner af normale fjender i banerne, selvom nogle er unikke. 
Blomster, mønter og stjerner er spredt rundt i spilets baner. Disse er tællet op i slutningen af hvert bane, og der gives en score, afhængigt af hvor mange af hver der blev samlet  (maksimalt 30 stjerner, 20 røde mønter og 5 blomster). Der kræves tilstrækkeligt høje score for at låse op for et af de to sæt hemmelige baner (det andet sæt låses op efter afslutningen af spillet, svarende til GBA- udgivelse af det originale spil). Specielle charakter mønter er her også.  Brandeåndedræts bevares dog: Yoshi kan bruge den, når han fanger en fakkel eller ildkugle med tungen. Dette giver ham mulighed for at skyde ildstrømme op til tre gange. Nøgler, der findes i baner, låser op for minispil og døre, der ellers ville være lukket. 

## Historien
Som i Super Mario World 2: Yoshi's Island, Baby Mario og Yoshi-klanen skal redde Baby Luigi, som blev taget af Bowser 's minion, Kamek, der også ønsker at kidnappe hver baby rundt om i verden. Denne gang har yoshierne hjælp fra både Baby Peach og Baby Donkey Kong samt storken, der undslap Kameks skæve fangst. De slutter sig senere sammen med Baby Wario og Baby Bowser, der tilbyder deres speciellevner, så gruppen kan fortsætte.  Baby Warios skattemangel får ham imidlertid til at opgive gruppen, mens Baby Bowser er fanget af Kamek (som faktisk er den fremtidige Kamek, der vises i alle slottene) og senere sparket ud af den voksne Bowser, der kom fra fremtiden, på grund af Baby Bowser, der fornærmer ham. Baby Bowser slutter sig derefter til gruppen, indtil han bemærker, at Kamek er efter ham og forlader der efter Yoshi og de andre babyer for at fortsætte deres rejse.
Meget senere i spillet afsløres Kameks uhyggelige plan for kidnapning af babyer rundt omkring i verden. Han og Bowser rejste tilbage i tiden på jagt efter "stjernebørnene" - syv babyer, hvis hjerter har ufattelig kraft, der er nødvendig for ham til at erobre universet. På trods af kidnapning af alle babyerne kunne de kun finde en af stjernebørnene, Baby Luigi. Yoshis gruppe ankommer senere til Bowsers slot og finder Baby Wario og Baby Bowser der skændes om skatten fra Bowsers slot. De slutter sig senere til gruppen, og da de ankommer til det sidste rum, forråder Baby Bowser dem og hævder, at Yoshi og de andre babyer ville har Bowser’s skat i hans slot. Yoshi besejrer ham let, og Kamek ankommer sammen med Bowser, vred over hvad Yoshi gjorde mod ham fortidig selv.
På trods af dette hersker babyerne og Yoshis begge i at besejre Bowser og tvinge Kamek og Bowser til at trække sig tilbage til deres nuværende tid. Yoshi og babyerne henter derefter baby Luigi og de andre babyer. Bowsers slot ødelægger derefter selv, men Yoshi og de andre babyer (ved hjælp af de andre storke, der bærer alle babyerne) flygter uskadt. Storkene fortsætter med at bringe alle babyerne tilbage til deres egne hjem.
I en scene efter kreditter afsløres seks af stjernebørnene at være Baby Mario, Baby Luigi, Baby Peach, Baby Donkey Kong, Baby Wario og Baby Bowser . Umiddelbart derefter afsløres det syvende og sidste stjernebarn som en nyudklækket Baby Yoshi, der også stærkt antydes at være den samme Yoshi, som de voksne Mario Bros. ville fortsætte med at redde og alliere sig med i Super Mario World og efterfølgende Mario- spil.

## Udvikling
Yoshi's Island DS blev annonceret på E3 2006 under navnet Yoshi's Island 2,  oprindeligt med kun babyversioner af Mario, Peach, Donkey Kong og Wario. Udvikleren, Artoon, har lavet et andet Yoshi-spil - Yoshi's Universal Gravitation - til Game Boy Advance. Universal Gravitation vendte væk fra "Nintendo" -designet; men for DS holdt Artoon tæt på det originale koncept. 
Spillet bevarer de klassiske pastel / farveblyanter fra sin forgænger.  Små ændringer kan ses: vandanimation er blevet forbedret, de sorte konturer omkring objekter er ikke så tykke, og baggrundene er mindre rodede.  Imidlertid er det visuelle stadig tæt centreret på dets forgængers. 
Skabelon:Video game reviewsSkabelon:Video game reviews
Yoshi's Island DS modtog positive anmeldelser og fik høje score af nogle af de mest fremtrædende videospilkritikere. Disse inkluderer spilwebsteder IGN og GameSpot, som gav det henholdsvis 8/10 og 9.1 / 10.   GameSpots anmeldelse kommenterede, at udviklerne har "produceret en efterfølger, der virker frisk og ny, mens den forbliver lige så fantastisk som originalen." Multimedie-webstedet IGN kaldte det "en solid rekreation af Yoshi's Island-elementer i et toskærms-højt format", og GamePro sagde i deres anmeldelse, at "det er sjovt og let spil."  Kritikere var især tilfredse med, hvordan kerne-gameplayelementerne er de samme som i det foregående spil. GamePro hylder det som at have "den klassiske 2D-side-scroll-action og farverige pastelkunst, der bragte Nintendo til fremtrædende plads", mens IGN - selvom de er imponeret over spillet generelt - spørger sig selv, om udviklerne "sidder for tæt på etableret design i dette nye spil, "fordi at have spillet det foregående spil" ødelægger mange af overraskelserne. " Andre kritikere betragter dette som det bedste bærbare Yoshis spil, med undtagelse af Super Mario Advance- genindspilningen af den oprindelige Yoshi's Island, fordi "(Yoshi) Topsy-Turvy ikke var der og (Yoshi) Touch & Go var ufuldstændig . "
Et problem, der er identificeret af kritikere, er den blinde plet skabt af kløften mellem Nintendo DSs to skærme. IGN accepterer, at denne blinde plet er nødvendig for at sigte æg ordentligt, men beskriver det stadig som "generende."  GameSpys anmelder kalder det "en smerte" og udtrykker frustration over at blive ramt af en fjende, der gemmer sig i dette hul.  I det store og hele var anmelderne tilfredse med den måde, hvorpå de ekstra babyer er blevet implementeret,  men IGN følte, at Baby Wario var "en sidste minuts tilføjelse, der ikke blev testet ordentligt." De kalder hans magnet "wonky" og siger, at den "savner genstande, der er lige ved siden af ham."
Yoshi's Island DS fik GameSpot's "Editor's Choice" rating,  og nåede den sidste runde for "Bedste Nintendo DS-spil."  Spillet solgte mere end 300.000 eksemplarer i sin første uges udgivelse i Japan.  31. marts 2008 har Yoshi's Island DS solgt 2,91 millioner eksemplarer på verdensplan. 

## Ekstra links
- Officiel hjemmeside (in Japanese)
- Officiel Yoshi's Island DS- side Arkiveret 14. december 2018 hos  Wayback Machine
- Yoshi's Island DS